# Touhou Project
Touhou Project (яп. 東方 Project, То:хо: Пуроджекуто, Проєкт «Схід») або Project Shrine Maiden — серія відеоігор у жанрі даммаку, створена японською компанією Team Shanghai Alice, що складається з однієї людини, Джюн'я Ота (англ. Jun'ya Ota, яп. 太田順也), відомого під псевдонімом ZUN.
Перша гра серії вийшла в 1996 році на японських комп'ютерах NEC PC-98, 6-та і всі наступні частини були випущені на PC. Крім офіційних, існує велика кількість фанатських ігор за мотивами основної серії.
Також на основі відеоігор видано кілька офіційних друкованих творів у вигляді манґи, артбуків та «енциклопедій». В жовтні 2010 року серія потрапила до Книги рекордів Гіннеса як «найбільш плідна доджін-серія шутерів». Вигаданий світ серії оснований на японському та, меншою мірою, західноєвропейскому фольклорі.

## Ігровий процес

Ігровий процес на прикладі 14-ї частини Double Dealing Character:
1. Персонаж 2. Рахунок: найвищий і поточний 3. Кількість життів і спелл-карт 4. Потужність, множник очок і грейзинг 5. Кількість життів противника 6. Назва спелл-карти противника, бонус за неї і кількість її проходжень раніше

### Бої
Для більшості ігор серії характерні типові для жанру скролл-шутера елементи геймплею: персонаж (всі героїні Touhou-ігор вміють літати) може вільно переміщатися у вертикальному і горизонтальному напрямках, а також спочатку здатний вести безперервну стрілянину. Як правило, кулі покривають вузьку область у формі колони або конуса протяжністю від героя до верхньої межі. Оскільки Touhou-ігри відносяться до «маніакального» типу скролл-шутерів, персонажу доводиться ухилятися від великої кількості куль і зіткнення з будь-якою з них є смертельним.
Вогнева міць збільшується при збиранні певних предметів, які випадають з переможених ворогів; залежно від персонажа змінюється і характер стрільби. Інші бонус-предмети можуть давати додаткові очки, життя чи бомби — «карти заклинань».
Бомби (англ. Bombs) — потужні закляття, що дають короткочасну невразливість і, як правило, повністю очищають екран від куль і ворогів. Завдають значних ушкоджень босам.
Гравець може використовувати режим фокусування, що зменшує швидкість персонажа та робить видимим хітбокс (англ. hitbox, область спрайта персонажа для виявлення зіткнень), що дозволяє легше маневрувати серед великої кількість куль; при цьому зазвичай змінюється і тип атаки. Якщо хітбокс персонажа стикається з кулею або противником, то втрачається одне життя, а вогнева міць зменшується; її можна частково відновити, якщо встигнути зібрати випали при загибелі предмети.
«Грейзинг» (від англ. Graze, «злегка торкатися») — концепція пересування, при якій хітбокс персонажа проходить дуже близько від кулі противника. Дає додаткові очки і, залежно від гри, може здійснювати певний вплив на перебіг бою. Отримати graze-очки з однієї кулі можна лише один раз.
В окремих іграх можуть бути спеціальні шкали чи лічильники, які впливають на ігровий процес. Наприклад, у восьмій частині шкала «йокай-людина» впливає на силу і тип атаки.
В кінці кожної стадії гравець повинен битися з босом. Поєдинку зазвичай передує короткий діалог. Боси теж можуть використовувати карти заклинань, або спеллкарти (англ. Spell Card): на персонажа при цьому обрушуються особливо складні кульові завіси, звані серед фанатів паттернами (англ. Pattern, Візерунок).
Сюжет подається через репліки та діалоги персонажів. Windows-ігри основної серії можна проходити за декількох персонажів, що впливає на зміст діалогів, поведінку противників і фінал. Для повного розуміння сюжету рекомендується проходити за всіх доступних персонажів.
Для успішного завершення гри потрібно пройти всі стадії, в Windows-іграх їх зазвичай 6. Якщо гравець жодного разу не скористався «продовженнями» (англ. continue), тобто жодного разу не втратив всіх життів, то він побачить «хороше закінчення» (англ. Good Ending); в іншому випадку побачить «погане закінчення» (англ. Bad Ending).
Можливий вибір рівня складності: Easy (легкий), Normal (звичайний), Hard (важкий), Lunatic (божевільний). Залежно від складності змінюються швидкість і щільність куль і використовувані противниками карти заклинань. Якщо гравець пройшов всі рівні складності (від Normal і вище), не використовуючи продовжень, то стає доступною екстра-стадія — секретний рівень підвищеної складності.

### Записи ігор
Після проходження гри на екран виводиться загальний рахунок; якщо гравець не скористався продовженнями, то в Windows- іграх серії також пропонується зберегти реплей. Реплей можна програвати повністю, з прискореною прокруткою шляху до боса, або показуючи лише битви з босами. Можливість обмінюватися записами ігор і порівнювати свій рахунок з іншими гравцями вносить в Touhou-спільноту дух змагання, і деякі фанатські сайти повністю присвячені ігровим рекордам.

## Ігровий світ
Події ігор відбуваються у вигаданому світі Ґенсокьо (яп. 幻想郷, букв. «Село-ілюзія»), що нагадує феодальну Японію і населений фольклорними істотами. У минулому це була непривітна місцевість Японії, наповнена йокаями, які нападали на заблукалих мандрівників і тероризували населення прилеглих земель. В якийсь момент на захист людських поселень стали могутні маги. Врешті люди і йокаї дійшли компромісу і був створений магічний Хакурейський Бар'єр (яп. 博麗大結界), який відділив Ґенсокьо від навколишнього світу. Ізольований світ продовжував розвиватися і згодом в нього стали прибувати йокаї, для яких світ людей став ворожим, та інші «гості». Тому там, як і раніше, нерідкі сутички, причому не лише між людьми і йокаями, а і йокаїв між собою. Єдиний відомий портал в наш світ перебуває в храмі Хакурей (яп. 博麗神社), розташованому на східному кордоні Ґенсокьо. Проте численні персонажі і навіть цілі споруди впродовж ігор таємно потрапляли в Ґенсокьо ззовні, а підтримувач бар'єру — Юкарі Якумо, може вільно переміщуватися з Ґенсокьо в наш світ і назад.
ZUN не зображав мап Ґенсокьо, але фанати неодноразово створювали їх за маршрутами подорожей героїв відеоігор. Діаметр території складає кілька десятків кілометрів, там розміщені ліси, гори, водойми і проходи в інші світи. Відомі на 2017 рік місця видимого Ґенсокьо включають Гору йокаїв, Храм Морія, Магічний ліс, Пропащий бамбуковий ліс, де розташований маєток жителів Місяця Ейентей, Особняк Багряної Дияволиці з озером біля нього, Село людей з Храмом Хакурей та річку Сандзу.
Ґенсокьо включає в себе ще кілька світів: Хіґан, Мейкай, Макай, Підсвіт і Небо. Хіґан (яп. 彼岸) є місцем у вигляді безкінечного квітучого поля, де тимчасово перебувають душі померлих. У небі Ґенсокьо знаходиться прохід до Світу Мертвих, інакше відомого як Мейкай (яп. 冥界), в якому проживають привиди та стоїть храм Хакуґьокуро (яп. 白玉楼). Макай (яп. 魔界) є світом під Ґенсокьо, куди було можливо пройти крізь печеру. Там живуть демони й духи, а сам світ є негостинним і небезпечним. Також під землею існує багатоярусний Підсвіт або Чітей (яп. 地底), що колись слугував Пеклом. Небо або Тенкай (яп. 天界) є сукупністю кількох безтурботних світів, куди можливо потрапити просвітленим людям чи вилізши на Гору йокаїв. Крім того з Ґенсокьо можна потрапити на Місяць, той самий що існує в нашому світі, але з невидимими зазвичай містами та їх жителями. В іграх та супутній літературі згадуються ще кілька безіменних і малоописаних світів. Додатково ZUN вигадав комічний світ Сутінкового бару, який розташований десь у Токіо і зображений у відеогрі Uwabami Breakers, створеній ним же у 2007 році.
Літочислення Ґенсокьо починається з моменту створення Бар'єру (приблизно 1885 н. е.). Назви місяців взяті з традиційного японського календаря.

## Персонажі
Більшість персонажів, представлених в іграх та літературі серії, — жіночої статі. Попри те, що більшість з них надприродні істоти, їх зовнішність, як правило, не відрізняється від людської. Належність до певного типу істот зазвичай показується стилізованим одягом.
Головних героїнь двоє:
- Рейму Хакурей (яп. 博麗 霊夢, Hakurei Reimu), жриця храму Хакурей — протагоніст Touhou Project, вона з'являється у всіх частинах серії за винятком Shoot the Bullet та Fairy Wars. Вона є єдиною жрицею храму і займається розслідуванням інцидентів в Ґенсокьо; носить традиційний одяг міко (синтоїстської жриці)[7].
- Маріса Кірісаме (яп. 霧雨　魔理沙, Kirisame Marisa) — друга головна героїня, вперше зустрічається в The Story of Eastern Wonderland як супротивник, але потім стає подругою Рейму. Є чаклункою західного зразка (літає на мітлі, носить чаклунський ковпак і віддає перевагу європейській кухні)[8].

В пізніших іграх додалася третя героїня, Санае Кочія (яп. 東風谷 早苗, Kochiya Sanae) — жриця (міко) храму Морія і нащадок богині Сувако, що прибула із зовнішнього, людського світу.
У деяких іграх основної серії є інші ігрові персонажі, зокрема Сакуя Ідзайой, Йому Компаку та Рейсен Удонґеїн Інаба.
Відомих персонажів чоловічої статі небагато, хоча мається на увазі, що чоловіче населення Ґенсокьо доволі велике. В іграх та манзі фігурують: Ґенджі — велетенська черепаха, компаньйон Рейму в Touhou-іграх покоління PC-98, Йокі Компаку (наставник Йому Компаку, згадується в Perfect Cherry Blossom), Рінноске Морічіка — персонаж твору «Curiosities of Lotus Asia», Ундзан — дух-компаньйон боса Ічірін Кумой в Undefined Fantastic Object, і бог Тайсуй Сіндзюнь в образі гігантського сома, який з'являється в Touhou Hisoutensoku.
Примітною особливістю Touhou є те, що частина персонажів мають реальні історичні прототипи. При цьому, навіть якщо прототип був чоловіком, ZUN зображає персонажа жіночої статі. Наприклад, Тойосатомімі-но Міко заснована на князеві Шьотоку.

## Ігри серії
| 1997 | 01 Highly Responsive to Prayers         |
| 1997 | 02 Story of Eastern Wonderland          |
| 1997 | 03 Phantasmagoria of Dim. Dream         |
| 1998 | 04 Lotus Land Story                     |
| 1998 | 05 Mystic Square                        |
| 1999 |                                         |
| 2000 |                                         |
| 2001 |                                         |
| 2002 | 06 Embodiment of Scarlet Devil          |
| 2003 | 07 Perfect Cherry Blossom               |
| 2004 | 08 Imperishable Night                   |
| 2004 | 07.5 Immaterial and Missing Power*      |
| 2005 | 09 Phantasmagoria of Flower View        |
| 2005 | 09.5 Shoot the Bullet                   |
| 2006 |                                         |
| 2007 | 10 Mountain of Faith                    |
| 2008 | 10.5 Scarlet Weather Rhapsody*          |
| 2008 | 11 Subterranean Animism                 |
| 2009 | 12 Undefined Fantastic Object           |
| 2009 | 12.3 Touhou Hisoutensoku*               |
| 2010 | 12.5 Double Spoiler                     |
| 2010 | 12.8 Fairy Wars                         |
| 2011 | 13 Ten Desires                          |
| 2012 |                                         |
| 2013 | 13.5 Hopeless Masquerade*               |
| 2013 | 14 Double Dealing Character             |
| 2014 | 14.3 Impossible Spell Card              |
| 2015 | 14.5 Urban Legend in Limbo*             |
| 2015 | 15 Legacy of Lunatic Kingdom            |
| 2016 |                                         |
| 2017 | 15.5 Antinomy of Common Flowers*        |
| 2017 | 16 Hidden Star in Four Seasons          |
| 2018 | 16.5 Violet Detector                    |
| 2019 | 17 Wily Beast and Weakest Creature      |
| 2020 |                                         |
| 2021 | 17.5 Sunken Fossil World*               |
| 2021 | 18 Unconnected Marketeers               |
| 2022 | 18.5 100th Black Market                 |
| 2023 | 19 Unfinished Dream of All Living Ghost |
| 2024 |                                         |
| 2025 | 20 Fossilized Wonders                   |

Назви більшості ігор і літератури серії побудовані за схемою: 東方 [японська назва] ~ [англійська назва]. Якщо офіційний переклад англійською відсутній, усталений неофіційний наведено в дужках. Назви українською наведено за перекладом з японського і англійського варіантів назв.

### PC-98-ігри
Highly Responsive to Prayers (яп. 東方靈異伝, То:хо: Рейіден, досл. Дивовижна легенда сходу ~ Висока чуйність до молитов)
Дата виходу: листопад 1996. Перша гра серії. Ігровий процес багато в чому схожий з аркадою Breakout (арканоїд), володіючи при цьому рядом унікальних рис. Тут вперше з'являється Рейму Хакурей, головна героїня «Touhou Project». Вона керує сферою, яку спрямовує магічними пострілами, щоб знищувати перешкоди та ворогів.
За сюжетом Рейму шукає винуватців руйнування Хакурейського храму і бореться з ворогами, використовуючи магічні сфери.
The Story of Eastern Wonderland (яп. 東方封魔録, То:хо: Фу:мароку, досл. Запис про запечатування східного демона ~ Історія східної Країни чудес)
Дата виходу: 15 серпня 1997 (52-й Комікет). Перша гра серії в жанрі даммаку з притаманними йому рисами: великою кількістю ворожих пострілів і необхідністю маневрувати між ними.
За сюжетом, Рейму повертається після тренування в храм Хакурей, виявляючи його наповненим йокаями. Під управлінням гравця, вона розслідує причини вторгнення, стикаючись по дорозі з Марісою Кірісаме — другою головною героїнею наступних ігор серії.
Phantasmagoria of Dim. Dream (яп. 東方夢時空, То:хо: Юмеджіку:, досл. Виміри східного сну ~ Фантасмагорія просторового сну)
Дата виходу: 29 грудня 1997 (53-й Комікет). Скролл-шутер, розрахований на 2-х гравців. Ігровий процес побудований таким чином: персонаж гравця і його противник знаходяться в різних областях ігрового простору, розділеного навпіл вертикальною лінією. Атакувати опонента прямо не можна, але за певних умов можна вплинути на кількість ворожих куль, що з'являються на його полі.
Слідуючи сюжетної лінії, персонаж, обраний гравцем, вирушає досліджувати таємничі руїни, що з'явилися неподалік від храму Хакурей, де стикається з іншими героїнями. Крім сюжетної частини, гра дає можливість битися з будь-яким персонажем на вибір, зіграти з іншою людиною, або ж подивитися на битву двох персонажів, керованих штучним інтелектом.
Lotus Land Story (яп. 東方幻想郷, То:хо: Ґенсо:кьо:, досл. Східна країна фантазій ~ Історія про Країну лотосів)
Дата виходу: 14 серпня 1998 (54-й Комікет). Четверта частина серії, в якій вперше представлений фокус-режим, що став важливим елементом геймплею наступних Touhou-ігор. Значними нововведеннями стали відображення кількості очок життя босів у вигляді смужок і запровадження концепції грейзингу.
Сюжетну лінію гравець може пройти за Рейму або Марісу: героїням потрібно дістатися до розташованого високо в горах озера, звідки виходить дивна енергія.
Mystic Square (яп. 東方怪綺談, То:хо: Кайкідан, досл. Дивні східні історії ~ Містичний квадрат)
Дата виходу: 30 грудня 1998 (55-й Комікет)
П'ята і остання Touhou-гра на платформі PC- 98. Згідно з сюжетом, в Ґенсокьо без видимої причини стали прибувати жителі Макаю. Одна з чотирьох героїнь, обрана гравцем, вирушає в Макай, брама до якого знаходяться в гірській печері, розташованій за храмом Хакурей.

### Windows-ігри
The Embodiment of Scarlet Devil (яп. 東方紅魔郷, То:хо: Ко:макьо:, досл. Східні землі Червоної Дияволиці ~ Втілення Багряної Дияволиці)
Дата виходу: 11 серпня 2002 (62-й Комікет). Шоста частина серії і перша Touhou-гра, випущена для платформи Windows.
Згідно з сюжетом, Ґенсокьо накриває червоний туман, практично повністю закриваючи сонце. Жриця Рейму Хакурей і чаклунка Маріса Кірісаме намагаються з'ясувати причину виникнення туману і натрапляють на його джерело — маєток таємничої «Багряної Дияволиці».
Perfect Cherry Blossom (яп. 東方妖々夢, То:хо: Йо:йо:му, досл. Зачарований східний сон ~ Досконалий вишневий цвіт)
Дата виходу: 17 серпня 2003 (64-й Комікет). Сьома гра серії. На відміну від попередніх ігор, японська і англійська назви перекладаються по-різному: «Зачарований східний сон» і «Досконалий вишневий цвіт» відповідно. Новим елементом геймплею стала система набору Cherry-очок: вони випадають з ворогів і при певній кількості дають тимчасовий захисний бар'єр, а також впливають на загальний рахунок.
За сюжетом Perfect Cherry Blossom, зима в Ґенсокьо триває, попри настання травня. Рейму, Маріса, а також Сакуя Ідзайой вирушають на пошуки тих, хто затримує прихід весни.
Immaterial and Missing Power (яп. 東方萃夢想, То:хо: Суймусо:, досл. Зібрання східних снів ~ Нематеріальна і Зникла Сила)
Дата виходу: 30 грудня 2004 (67-й Комікет). Гра під номером 7.5, створена в жанрі файтингу спільно з командою Twilight Frontier. Попри те, що вона була випущена після Imperishable Night, описувані події за часом відбувалися раніше. Team Shanghai Alice відповідала за сюжетну лінію, деяку музику, а також за дизайн рівнів і персонажів; гра вважається офіційною роботою команди. Immaterial and Missing Power — це 2D-файтинг з акцентом на використання дистанційних атак. Спочатку гравцеві доступні персонажі з попередніх ігор: Рейму Хакурей, Маріса Кірісаме, Аліса Марґатроїд, Йому Компаку, Сакуя Ідзайой і Пачулі Нолідж. Інші персонажі стають доступні у міру проходження сюжетної частини гри. Один з офіційних патчів додає в гру Хон Мейлін, але за неї не можна грати в режимі проходження сюжету.
Imperishable Night (яп. 東方永夜抄, То:хо: Ейяшьо:, досл. Східний візерунок безкінечної ночі ~ Безкінечна ніч)
Дата виходу: 15 серпня 2004 року (66-й Комікет). Гра під номером 8. Однією з головних особливостей стала можливість зміни персонажа прямо під час гри: спочатку гравець може вибрати одну з чотирьох команд, кожна з яких складається з двох героїнь: Рейму Хакурей і Юкарі Якумо, Маріса Кірісаме і Аліса Марґатроїд, Сакуя Ідзайой і Ремілія Скарлет, Йому Компаку і Ююко Сайґьоджі; перемикання між персонажами відбувається при натисканні кнопки фокус-режиму. На зміну Cherry-системі прийшов параметр «шкали фантома» і концепція «часу». На кожному рівні потрібно зібрати певну кількість «сфер часу». В режимі людини героїня отримує «сфери часу» з переможених ворогів, а в режимі фантома (в фокус-режимі) — при грейзингу. Що довше героїня перебуває в тому чи іншому режимі, то більша її шкала людини/фантома і відповідно більше «сфер часу» отримується. Якщо гравець вкладається у вимоги рівня, сюжетний час збільшується на пів години, якщо ні, або якщо використано продовження — то на годину, що впливає на фінал.
Зав'язкою сюжету слугує зникнення Місяця за кілька годин до початку Місячного фестивалю і заміна його невідомими на фальшивий. Команда, обрана гравцем, повинна повернути справжній Місяць до настання ранку.
Phantasmagoria of Flower View (яп. 東方花映塚, То:хо: Каейдзука, досл. Східний курган квіткових віддзеркалень ~ Квіткова фантасмагорія)
Дата виходу: 14 серпня 2005 (68-й Комікет). Гра під номером 9. Як і Phantasmagoria of Dim. Dream, цей скролл-шутер розрахований на 2-х гравців, тому геймплей багато в чому відрізняється від попередніх ігор. При першому запуску доступно 5 грабельних персонажів, але у міру проходження стають доступні й інші.
Слідуючи сюжетній лінії, гравець повинен з'ясувати причину несезонного і надзвичайно сильного цвітіння рослин.
Shoot the Bullet (яп. 東方文花帖, То:хо: Бункачьо:, досл. Східний альбом літературних суцвіть ~ Сфотографувати кулю)
Дата виходу: 30 грудня 2005 (69-й Комікет). Гра під номером 9.5, єдина частина з усієї серії, де відсутня Рейму Хакурей. Заснована на офіційному творі «Bohemian Archive in Japanese Red». Головна героїня — тенґу Ая Шямеймару, репортер місцевої газети. Сюжетної лінії як такої в Shoot the Bullet немає: Ая вступає в бій з іншими персонажами, щоб сфотографувати застосовувані ними паттерни атак для своїх статей. Особливістю геймплею є відсутність у гравця зброї, крім фотокамери, спалах якої очищає область знімка від куль противника. Ця область обмежена, тому потрібно враховувати яку саме ділянку й коли сфотографувати.
Mountain of Faith (яп. 東方風神録, То:хо: Фу:джінроку, досл. Хроніки східної богині вітру ~ Гора віри)
Дата виходу: 17 серпня 2007 (72-й Комікет). Гра під номером 10. У цій частині ZUN переробив систему карт заклинань: можливість їх застосування залежить від кількості енергії, бомби діють однаково і вражають лише невелику область: проте як і раніше дають короткочасну невразливість. Поряд з Shoot the Bullet, це також єдина гра під Windows, де відсутній грейзинг.
За сюжетом, Рейму отримує послання з вимогою закрити храм Хакурей, інакше він буде зруйнований богом Гори Йокаїв. Керуючи Рейму або Марісою, гравець повинен дістатися до вершини гори і запобігти руйнуванню храму.
Scarlet Weather Rhapsody (яп. 東方緋想天, То:хо: Хісо:тен, досл. Східне небо червоних думок ~ Багряна рапсодія погоди)
Дата виходу: 25 травня 2008 (5-й Рейтайсай). Гра під номером 10.5, створена спільно з командою Twilight Frontier. Є файтингом, як і частина 7.5.
В Ґенсокьо відбуваються різкі зміни погоди, а землетрус руйнує Хакурейський храм. Розгнівані жителі Ґенсокьо вирушають на пошуки винуватця цього всього.
Subterranean Animism (яп. 東方地霊殿, То:хо: Чірейден, досл. Східний палац земних духів ~ Підземний анімізм)
Дата виходу: 16 серпня 2008 (74-й Комікет). Гра під номером 11. Як грабельного персонажа можна вибрати Рейму або Марісу; також вибирається помічник, який не бере участі в битві, але впливає на тип пострілу і ефект від бомб (загальна концепція яких взята з попередньої частини). Рейму допомагають Ая Шямеймару, Юкарі Якумо і Суйка Ібукі. Марісі — Аліса Марґатроїд, Пачулі Нолідж і каппа-інженерка Ніторі Кавашіро.
Згідно з прологом гри, неподалік від храму Хакурей несподівано з'являється гейзер. Під управлінням гравця, Рейму або Маріса вирушають в незвідані глибини Ґенсокьо, щоб з'ясувати причину пробудження стародавніх духів землі.
Undefined Fantastic Object (яп. 東方星蓮船, То:хо: Сейренсен, досл. Східний корабель зоряного лотоса ~ Неопізнаний фантастичний об'єкт)
Демоверсія була представлена 8 березня на 6-му Рейтайсаї. Дата виходу: 15 серпня 2009 (76-й Комікет) Гра під номером 12, анонсована 26 лютого 2009. В цій грі з ворогів випадають НЛО, які залежно від виду дають додаткові бомби, очки або фрагменти життя.
Історія починається з того, що Маріса і Рейму дізнаються про загадковий літаючий корабель, який, згідно з чутками, перевозить скарби богів удачі. Санае Кочія, яка раніше зустрічалася в Mountain of Faith і Subterranean Animism, повідомляє їм, що бачила корабель в небі Ґенсокьо. Героїня, обрана гравцем, вирушає на пошуки корабля. У цій частині вдруге за всю історію серії з'являється персонаж чоловічої статі. Назва є посиланням до НЛО — Неопізнаний літаючий об'єкт.
Touhou Hisoutensoku (яп. 東方非想天則　～ 超弩級ギニョルの謎を追え, То:хо: Хісо:тенсоку, досл. Неймовірний східний закон природи/Немислимий закон природи)
Дата виходу: 15 серпня 2009 (76-й Комікет). Гра під номером 12.3, анонсована командою Twilight Frontier 23 липня 2009. Являє собою додаток до файтинга Scarlet Weather Rhapsody. Тут з'являється ще один персонаж чоловічої статі — Тайсуй Сіндзюнь в образі велетенського сома.
Зав'язкою сюжету слугує поява на горизонті силуету велетня, до якого вирушають героїні. Сюжет подається через суб'єктивне сприйняття кожного персонажа, тому ті самі події розуміються ними кардинально різно. Перша гра серії для ПК, яка не має офіційної англійської назви.
Double Spoiler (яп. ダブルスポイラー　～ 東方文花帖, То:хо: Бункачьо:, досл. Подвійний спойлер ~ Східний альбом літературних суцвіть)
Дата виходу: 14 березня 2010 (7-й Рейтайсай). Гра під номером 12.5, анонсована ZUN'ом 3 березня 2010. Double Spoiler є продовженням Shoot the Bullet; як і раніше, гравцеві належить управляти Аєю Шямеймару, яка повинна фотографувати супротивників і їхні атаки. В ролі ворогів виступають персонажі Touhou 10-12, включаючи Рейму і Марісу. На останньому рівні гри з'являється також нова героїня — тенґу Хатате Хімекайдо; вона, як і Ая, робить знімки для своєї газети. Після проходження гравцем декількох етапів останнього рівня Хатате стає грабельним персонажем. Однією з особливостей геймплею в порівнянні з Shoot the Bullet є можливість перемикання орієнтації «видошукача» з альбомної на книжкову.
Fairy Wars (яп. 妖精大戦争　～ 東方三月精, Йо:сей Дайсенсо:, досл. Великі війни фей ~ Три феї сходу)
Дата виходу: 14 серпня 2010 (78-й Комікет). Гра під номером 12.8, анонсована ZUN'ом 23 липня 2010. Fairy Wars є сюжетним продовженням манги «Тохо Санґецусей», а підконтрольним гравцеві персонажем стає фея Чірно, яка оголосила війну трьом іншим феям, заставши свій будинок зруйнованим через їхні пустощі. Особливістю ігрового процесу стала можливість тимчасово заморожувати кулі супротивників після фокусування. Портрети персонажів у цій грі намальовані не ZUN'ом, а Макото Хірасакою. Англійську назву Fairy Wars можна побачити під час проходження рівнів в правому нижньому кутку вікна програми.
Ten Desires (яп. 東方神霊廟, То:хо: Шінрейбьо:, досл. Східний мавзолей божественних духів ~ Десять бажань)
Дата виходу: 13 серпня 2011 (80-й Комікет). Гра під номером 13, анонсована ZUN'ом 28 лютого 2011. Вихід демоверсії планувався на 8-му Рейтайсаї, який повинен був відбутися 13 березня, але був відкладений у зв'язку з землетрусом в Японії 8 березня, у зв'язку з чим демоверсія вийшла тільки 15 квітня.
Рейму і Маріса розслідують причини появи величезної кількості духів, Санае сподівається використати їх в своїх цілях, а Йому знищити, якщо ті виявляться непідвладними їй. Назва походить від здатності фінального боса Тойосатомімі-но Міко, дізнавшись десять бажань людини, сказати все про її минуле, теперішнє і майбутнє.
Hopeless Masquerade (яп. 東方心綺楼, То:хо: Шінкіро:, досл. Східна вежа шовкового серця ~ Безнадійний маскарад)
Проєкт був анонсований 5 жовтня 2012 в Твіттері ZUN'а з посиланням на сайт Tasofro. В жовтневому випуску Nikenme Radio ZUN повідомив, що публікація гри запланована на 83-й Комікет, але не уточнив, чи буде це демо-версія або ж повноцінний випуск. Пізніше було викладено відео з прикладом геймплею, в якому було підтверджено, що буде опублікована демо-версія. У підсумку випуск демо-версії відбувся 30 грудня 2012 року.
12 квітня 2013 на офіційному сайті стала доступна демо-версія для завантаження. У порівнянні з грудневою в ній був виправлений баланс персонажів, були додані режим мережевої гри і нові карти для кожного персонажа. 3 травня 2013 була викладена оновлена демо-версія з виправленням помилок і оновленим до фінальної версії ігровим рушієм. 26 травня 2013 на 10-му Рейтайсаї випущена повна версія гри. Майже відразу ж на офіційному сайті було викладений патч версії 1.01, за яким вийшло ще декілька.
Гра використовує новий рушій, на відміну від попередніх ігор. Автори зробили нові спрайт персонажів, що відрізняються від попередніх файтингів. Портрети персонажів намальовані художником під псевдонімом Alphes. Крім того, роздільна здатність гри вперше в історії серії складала 1280 на 720. Хоча в цілому гра виконана в 2D, фони тривимірні. Ще одним нововведенням є персонажі-глядачі, що розташовуються на задньому плані.
Сюжет будується на протистоянні синтоїстів, буддистів і даосів в Ґенсокьо, розпочатому в попередніх іграх серії. Внаслідок численних попередніх інцидентів, селище людей впало в стан безнадійності і песимізму. Сподіваючись, що релігія зможе відновити порядок, найвпливовіші представники трьох конфесій вирішують скористатися цим, щоб розширити свій вплив.
Double Dealing Character (яп. 東方輝針城, То:хо: Кішінджьо:, досл. Східний замок сяйливих голок ~ Персонаж-дворушник)
Дата виходу: 12 серпня 2013 (84-й Комікет). У своєму блозі ZUN оголосив, що намагався спростити складну систему гри настільки, наскільки можливо, щоб створити «нео-ретро-даммаку-шутер епохи 2000-х». Роздільну здатність гри було збільшено з 640x480 до 1280x960.
З невідомих причин зброя Рейму, Маріси і Сакуї виходить з-під контролю. Тим часом, досі спокійні йокаї раптом здіймають повстання. У гравця є можливість або використовувати непередбачувану зброю, або відмовитися від неї на користь іншої, що впливає на геймплей та сюжет.
Impossible Spell Card (яп. 弾幕アマノジャク, Даммаку Аманоджяку, досл. Неможлива спеллкарта)
12 квітня 2014 на трансляції зустрічі розробників інді-ігор «Chotto Summit ~ The Drinking Party of Indie Game Developers» було анонсовано і показано геймплей гри під номером 14.3 Danmaku Amanojaku ~ Impossible Spell Card. Вона являє собою фотогафічний шутер, як Shoot the Bullet і Double Spoiler. Гра вийшла 11 травня 2014 року.
Urban Legend in Limbo (яп. 東方深秘録, То:хо: Шімпіроку, досл. Записи глибинних східних таємниць ~ Міська легенда в лімбі)
Гра під номером 14.5, демо-версія якої вийшла 29 грудня 2014 року, повна гра — 10 травня 2015 року. Urban Legend in Limbo є файтингом і використовує той самий стиль, що й Impossible Spell Card.
В селищі людей стали поширюватися міські легенди, в які не вірить ніхто, крім дітей. Рейму з подругами береться розібратися хто поширює легенди і натикається на слід потойбічних сил у цій справі.
Legacy of Lunatic Kingdom (яп. 東方紺珠伝, То:хо: Канджюден, досл. Східна легенда про пурпуровий самоцвіт ~ Спадок Місячного царства)
Це 15-та гра в серії, анонсована ZUN-ом 22 квітня 2015 року і випущена 14 серпня 2015 року. Демо-версія стала доступна 10 травня 2015 року, а 31 липня вебдемо-версія. Нововведенням гри став режим з системою збережень у визначених місцях. Таким чином в разі програшу гравець починає з точки збереження, а не проходить гру заново.
У Ґенсокьо падає невідомий об'єкт, після чого дерева засихають, а навколо поширюється туман. Втікачі з Місяця, Ейрін та Каґуя, впевнені, що це жителі Місяця вирішили захопити Ґенсокьо. Рейму, Маріса, Санае та Рейсен вирушають дізнатися чи дійсно це так.
Antinomy of Common Flowers (яп. 東方憑依華, То:хо: Хьо:йбана, досл. Східні квіти одержимості ~ Антиномія простих квітів)
Анонсована 12 грудня 2016 року гра-файтинг під номером 15.5. Демо-версія була оприлюднена 7 травня 2017. Повна гра — 29 грудня 2017 року на Комікеті-93. В Steam видана 5 січня 2018 року. Гра присвячена продовженню інциденту з міськими легендами і окультними сферами і виконана в тій же манері, що і два попередніх файтинги: Urban Legend in Limbo і Hopeless Masquerade.
Hidden Star in Four Seasons (яп. 東方天空璋, То:хо: Тенку:шьо:, досл. Східний небесний самоцвітний жезл ~ Таємна зоря в чотирьох порах року)
Анонсована 7 травня 2017 і випущена 11 серпня. Це перша гра серії, випущена в сервісі Steam.
У Ґенсокьо переплуталися пори року: біля храму Хакурей цвіте сакура, на Горі йокаїв жовкне ліс, а в Магічному лісі триває снігопад. З невідомих причин феї набули величезної сили і вийшли з-під контролю. Рейму, Маріса, Чірно та Ая вирушають знайти та усунути джерело лих.
Violet Detector (яп. 秘封ナイトメアダイアリー, Хіфу: Найтомеадайарі:, досл. Жорстокий визначник ～ Щоденник таємного запечатування кошмарів)
Гра під номером 16.5, фотографічний шутер, де головною героїнею виступає Суміреко Усамі, антагоністка Urban Legend in Limbo. Анонсована 19 липня 2018 року та видана 18 серпня 2018.
Суміреко Усамі здатна відвідувати Ґенсокьо в своїх снах і їй часто сниться як вона без причини зазнає атак різних персонажів. Суміреко вирішує скористатися цим, щоб викласти фото персонажів Ґенсокьо в соцмережах.
Wily Beast and Weakest Creature (яп. 東方鬼形獣, То:хо: Кікейджю:, досл. Звір в подобі оні ～ Мудрий звір і найслабша істота)
17-та гра серії, випущена 12 серпня 2019 року. В ній запроваджено механіку «духів», які дають додаткові можливості, подібно до Cherry-очок. З ворогів випадають «духи» трьох видів. Коли їх набирається 5, активується тимчасовий режим «рику», що в разі поранення чи активації спелл-карти знищує всі кулі на екрані. Якщо при цьому зібрано 3 й більше однакових «духів», то дається додатковий ефект: посилення звичайного або сфокусованого вогню, чи захисне поле. Одного з трьох духів пропонується обрати на початку покровителем, отримавши постійне посилення звичайного або сфокусованого, чи атак спелл-карт. Це перша гра в серії з системою досягнень.
Рейму, Маріса і Йому стикаються з духами тварин із Пекла, які повідомляють їм, що їхні родичі задумали захопити світ на поверхні. Героїні об'єднуються з дружніми духами і вирушають в Пекло, щоб зупинити цю загрозу.
Sunken Fossil World (яп. 東方剛欲異聞　～ 水没した沈愁地獄, То:хо: Ґо:йоку Ібун, досл. Дивна історія про скупість ～ Підводне пекло затонулого смутку)
Гра під номером 17.5, випущена 24 жовтня 2021 року.
Unconnected Marketeers (яп. 東方虹龍洞, То:хо: Ко:рю:до:, досл. Печера веселкового дракона ～ Непов'язані торговці)
18-та гра серії, випущена 4 травня 2021 року.
100th Black Market (яп. バレットフィリア達の闇市場, Бареттофіріа-тачі но Яміїчіба, досл. Сотий чорний ринок ～ Чорний ринок кулефілів)
Гра під номером 18.5, випущена 14 серпня 2022 року.
Unfinished Dream of All Living Ghost (яп. 東方獣王園, То:хо: Джю:о:ен, досл. Сад короля звірів ～ Незакінчений сон все-живого привида)
19-та гра серії, випущена 13 серпня 2023 року.
Fossilized Wonders (яп. 東方錦上京, То:хо: Кінджьо:кьо:, досл. Столиця величної слави ～ Скам'янілі чудеса)
20-та гра серії, що має вийти в серпні 2025 року.

## Розробка
Перші 5 ігор серії були випущені на японських комп'ютерах NEC PC-98 (PC-9801); команда розробників мала назву «Amusement Makers». Пізніше ZUN покинув Amusement Makers і в 2002 році заснував власну команду під назвою «Team Shanghai Alice». Усі наступні ігри виходили під Windows і значно перевершували попередні частини в плані графіки і звуку. ZUN є єдиним офіційним членом компанії Team Shanghai Alice і сам займається написанням коду і музики, а також дизайном.
ZUN створює ігри японською, переклади англійською та іншими мовами робляться ентузіастами. Як він повідомив в одному з інтерв'ю, розробка кожної частини триває в середньому 4 місяці. Джерелами натхнення для нього є відеоігри 1980-х і 90-х років та подорожі Японією.
Серед гравців існують суперечності щодо канонічності перших п'яти ігор серії, оскільки вони інакше трактують персонажів та світ гри, ніж ігри під Windows. ZUN щодо цього зауважив, що слід дотримуватися інформації з пізніших робіт. За його словами, Highly Responsive to Prayers була пробною грою, а частина персонажів PC-98-ігор більше ніде не з'являлася, оскільки він вважав їх невідповідним для наступних сюжетів. Проте їх поява в майбутньому не виключена.

## Популярність

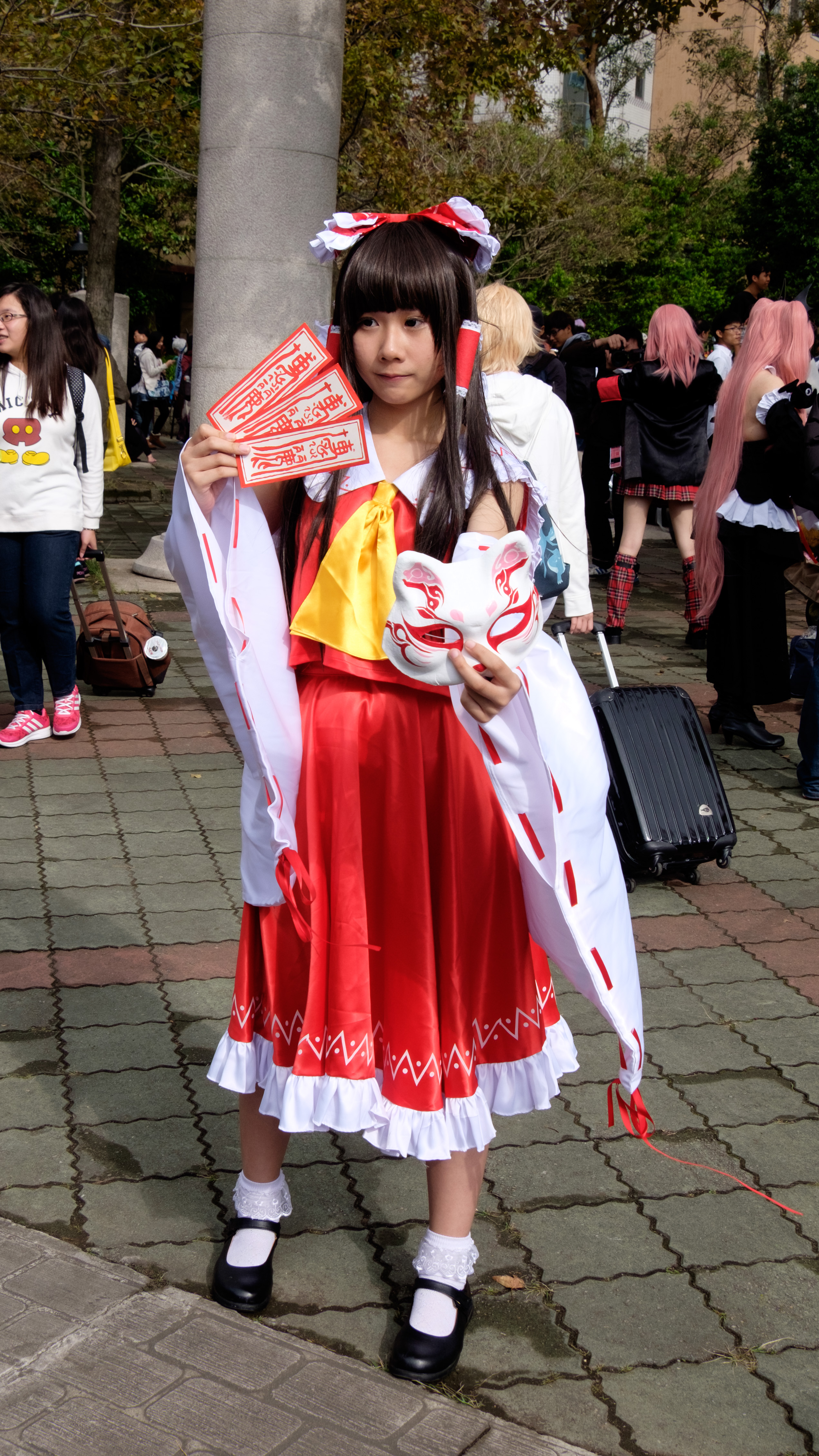
Косплей Хакурей Рейму, одного з головних персонажів серії

### Фендом
З часу виходу The Embodiment of Scarlet Devil почалося формування фендому (спілки фанатів). Всесвіт Touhou послужив основою для безлічі похідних робіт, включаючи фан-арт, доджінші, музику, ігри та анімацію.
На 65-му Комікет (грудень 2003 року) тільки 7 доджін-гуртків продавали Touhou-продукцію; на 74-му Комікет (серпень 2008 року) 885 з 35000 гуртків присвятили свої роботи Touhou.
У 2007 році серія Touhou Project була одним з номінантів на 11-ту щорічну премію Японського фестивалю Медіаарт в категорії «розваги». Проте зрештою приз дістався Nintendo Wii Sports.
Touhou Project було згадано в журналі «Мир фантастики» (№ 65, лютий 2009): автор замітки відзначив високу популярність Touhou в Мережі, а також факт озвучення аматорського аніме від студії Maikaze професійними сейю. Крім цього, невелика стаття про Touhou Project була написана в журналі «Країна Ігор» у випуску № 289 (другий серпневий 2009 року) в рубриці «Банзай!».

### Музика
ZUN власноручно пише музику для своїх ігор, які мають «музичну кімнату», де можна прослухати композиції і прочитати коментарі автора до них. Також ZUN видав 5 офіційних альбомів дещо переробленої музики з ігор. Щороку, починаючи з 64-го Комікету, фани Touhou випускають свої аранжовані версії. Найвідомішою є любительська кавер-група IOSYS. Тричі ZUN брав участь у створенні фанатських альбомів з іншими групами.
Найвідоміші композиції за версією користувачів, що взяли участь у фанатському опитуванні:
- U.N. Owen Was Her?
- Septette for a Dead Princess
- Pure Furies ~ Whereabouts of the Heart
- Hartmann's Youkai Girl
- Bloom Nobly, Ink-Black Cherry Blossom ~ Border of Life
- Necrofantasia
- Reach for the Moon, Immortal Smoke
- Shanghai Teahouse ~ Chinese Tea
- The Gensokyo The Gods Loved
- Inchlings of the Shining Needle ~ Little Princess
- Broken Moon
- Love-Coloured Master Spark (Love-Coloured Magic)
- Ghostly Band ~ Phantom Ensemble
- Emotional Skyscraper ~ Cosmic Mind
- Satori Maiden ~ 3rd eye

### Рейтайсай
Hakurei Shrine Reitaisai (яп. 博丽 神社 例 大 祭, «Регулярний великий фестиваль храму Хакурей») — доджін-ярмарок, присвячений суто тематиці Touhou. Перший Рейтайсай відбувся в 2004 році, в ньому брали участь 114 доджін-гуртків; в 2008 році їх число досягло 1086. У 2008 і 2009 роках фестиваль проводився в Токійському міжнародному виставковому центрі.

### Фанатські ігри
Фанатами створено близько 300 ігор на тему Touhou, як даммаку, так і інших жанрів. Найвідомішими з них є:
- MegaMari (2006) — платформер на зразок Mega Man.
- Koumajou Densetsu: Scarlet Symphony (2009) — гра від Frontier Aja за мотивами шостої частини. Геймплеєм подібна на Castlevania і виконана в похмурому готичному стилі, за що отримала фанатську назву «Тохованія».
- Koumajou Densetsu II: Stranger's Requiem (2010) — друга Touhou-гра від Frontier Aja в тому ж стилі, заснована на сьомій частині. Мала озвучені діалоги.
- Super Marisa Land (2010) — платформер на зразок Super Mario, головним героєм якого є Маріса Кірісаме.
- Touhou Maihana — Uniting Barrage Action (2012) — горизонтальний 2.5D-скролл-шутер, розроблений Souvenir Circ. за всесвітом Touhou. Має озвучку всіх персонажів.
- Touhou Genso Rondo (2016) — побічна гра, розроблена CUBETYPE, перша в серії, випущена для PlayStation 4[27].

### Фанатські аніме
За мотивами серії з'явилося 50-хвилинне анімаційне відео «Touhou Project Side Story» (яп. 星 の 記憶, букв. «Спогади Зірок»), створене групою SOUND HOLIC й показане в грудні 2007 року на 73-му Комікеті.
Крім того, існує OVA-серіал доджін-студії Maikaze під назвою «Touhou Unofficial Doujin Anime: A Summer Day's Dream» (яп. 東方 二 次 創作 同人 アニメ 夢想 夏 郷), перша серія якого була представлено 29 грудня 2008 року на 75-му Комікеті. До цього аніме додаються офіційні англійські субтитри. Друга серія вийшла в світ 11 серпня 2012 на 82-му Комікеті.

### Настільні ігри
- Danmaku!! (2016) — карткова гра, анонсована в квітні 2016 року, заснована на боях з відеоігор[28].